# Geomechanika
Geomechanika – gałąź geologii inżynierskiej zajmująca się, głównie dla potrzeb budownictwa i górnictwa, właściwościami skał.
Stosowane są w niej zasady fizyki i mechaniki do obliczania stanu naprężeń skał (w górnictwie: górotworu) oraz ich reakcji na odkształcenia.